# Relações entre Argélia e Egito
As relações entre Argélia e Egito são as relações diplomáticas estabelecidas entre a República Democrática e Popular da Argélia e a República Árabe do Egito. Estas relações têm sido geralmente amigáveis ao longo de sua história, que remonta ao forte apoio do Egito à Frente de Libertação Nacional de Ahmed Ben Bella durante a Guerra da Independência da Argélia. Posteriormente, seguiu-se o apoio da Argélia ao Egito durante a Guerra dos Seis Dias, em 1967, e a Guerra do Yom Kippur, em 1973. Além disso, os dois países são estados membros da Liga Árabe, enquanto compartilham opiniões semelhantes sobre as principais questões regionais, como a causa palestina e os conflitos no Sudão, bem como a mesma visão sobre a reforma do Conselho de Segurança das Nações Unidas.